# Margareta Stone
Lena Margareta Larsson (født 27. februar 1962), bedre kendt som Margareta Stone, er en svensk skuespillerinde.
Stone studerede på Teaterhögskolan i Stockholm og dimitterede i 1994. Hun er blandt andet kendt for sin medvirken i tv-serien LasseMajas detektivbyrå og de efterfølgende spillefilm. Serien er baseret på børnebogsserien af samme navn af Martin Widmark.

## Udvalgt filmografi
- Lögn (1996)
- Skærgårdsdoktoren (tv-serie, 1997)
- Pistvakt (tv-serie, 2000)
- Kommer du med mig då (2003)
- Kronprinsessen (tv-serie, 2006)
- LasseMajas detektivbyrå (tv-serie, 2006)
- LasseMajas detektivbureau - Kamæleonens hævn (2008)
- Mænd der hader kvinder (2009, ukrediteret)
- LasseMajas detektivbureau: Skygger over Vestervomstrup (2014)
- Andet gennemløb (tv-serie, 2019)
- Mord i Skærgården (tv-serie, 2023)